# Kiryat-Tivon-Park

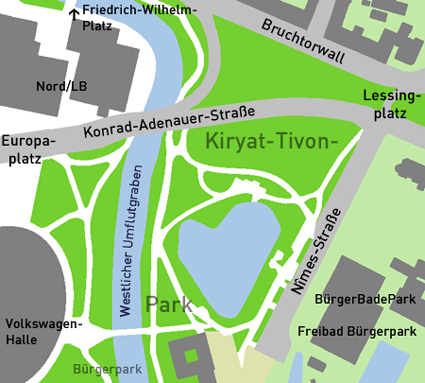
Karte des Parks

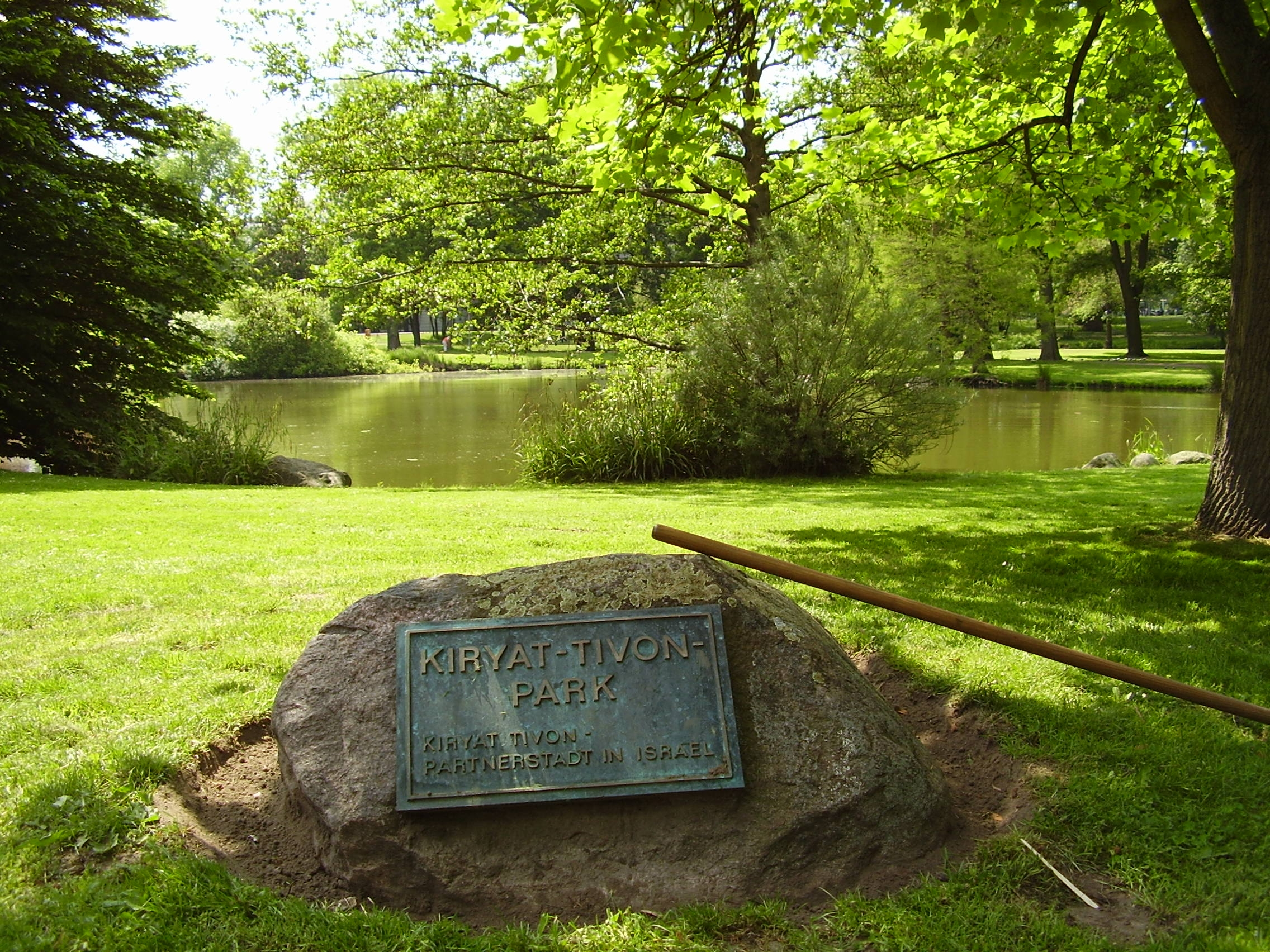
Blick auf die Namenstafel

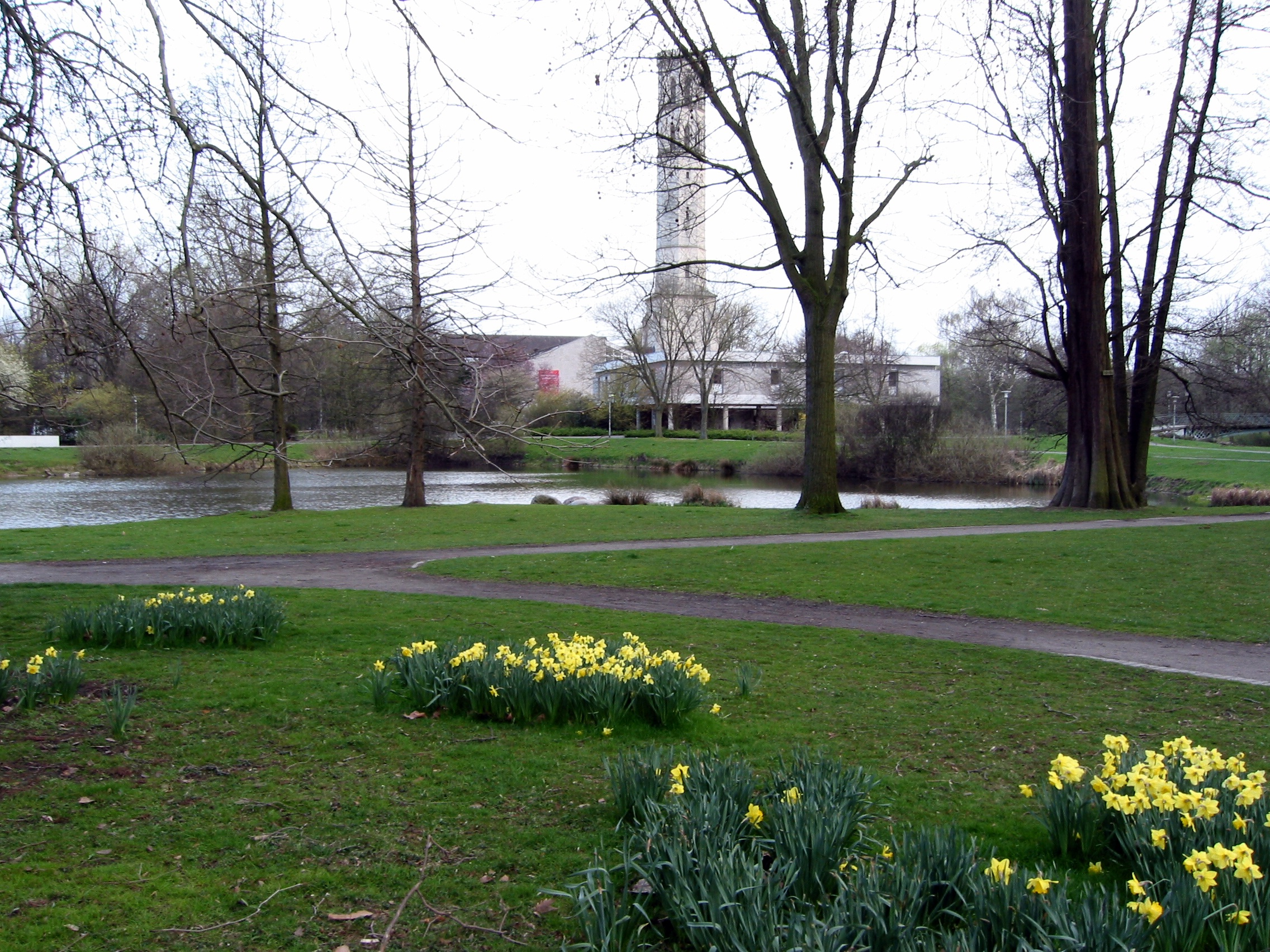
Der Park im Frühjahr

Der Kiryat-Tivʿon-Park ist ein 2,3 ha großer Park in der Innenstadt von Braunschweig. Der Park befindet sich südlich der Altstadt und grenzt im Norden an die Konrad-Adenauer-Straße, im Osten an die Nimes-Straße, im Süden an ein Hotel, ehemals an das Freizeit- und Bildungszentrum und im Westen an den Westlichen Umflutgraben und den Bürgerpark mit der Volkswagen-Halle. Der Park wird vor allem durch einen großen derzeit namenlosen Teich geprägt.

## Geschichte
Der Park entstand ab 1805 zwischen zwei Okerarmen und hieß zunächst Rönckendorffscher Garten und war im Besitz des Kaufmanns Röttger Rönckendorff. Der Garten wurde vermutlich nach Plänen Peter Joseph Krahes angelegt. Durch seine Lage am alten Bahnhof bekam der Park den Namen Eisenbahnpark und später Bahnhofspark. Der Hauptbahnhof wurde 1960 zum Ostbahnhof verlegt. 1971 wurde die Skulptur Oktaeder-Kubus von Karl-Ludwig Schmaltz aufgestellt.
Zum 10-jährigen Jubiläum der Städtepartnerschaft mit der israelischen Stadt Kiryat Tivʿon wurde der Park während eines Besuchs einer Delegation aus der Partnerstadt vom 4. bis 7. Juni 1996 in Anwesenheit des Bürgermeisters Schmuʾel Abuʾav am 6. Juni 1996 in Kiryat-Tivʿon-Park umbenannt.
Am 22. Mai 2008 pflanzte der Bürgermeister der israelischen Partnerstadt Allon Navot einen Amberbaum als Zeichen der Freundschaft zwischen Braunschweig und Kiryat Tivʿon. Am 26. Oktober 2014 fällten Unbekannte diesen 2008 gepflanzten Baum und ließen im Baumstamm eine Axt stecken. 2014 wurde die als Naturdenkmal ausgewiesene alte Echte Sumpfzypresse aus Sicherheitsgründen gefällt. Am 30. Januar 2015 wurde in Anwesenheit von Renate Wagner-Redding (Vorsitzende der Jüdischen Gemeinde Braunschweig), Johannes-Henrich Kirchner (Vorsitzender der Deutsch-Israelischen Gesellschaft Braunschweig), Hans-Horst Larisch (Vorstandsmitglied der Gesellschaft für Christlich-Jüdische Zusammenarbeit Niedersachsen-Ost) und dem Ersten Stadtrat Christian Geiger ein neuer Amberbaum als Symbol der Partnerschaft zwischen Braunschweig und Kiryat Tivʿon gepflanzt.
Ende 2021 soll im Kiryat-Tivʿon-Park ein Rosengarten angelegt werden, der zu Ehren der Partnerstadt Bath in England den Namen Bath-Garten erhalten soll. Der Uferweg nördlich des Teiches soll zu Ehren der Partnerstadt Zhuhai den Namen Zhuhai-Ufer erhalten.

## Kultur
Seit 2005 findet im Kiryat-Tivʿon-Park jährlich die School’s-Out-Party statt, nachdem der alte Veranstaltungsort, der Schlosspark, bebaut wurde. Seit 2007 findet jährlich die Gartenmesse „Frühlingslust“ im Park statt.
Während des Lichtparcours 2010 befanden sich die Kunstwerke 8,33 % und Appearing Rooms im Park.

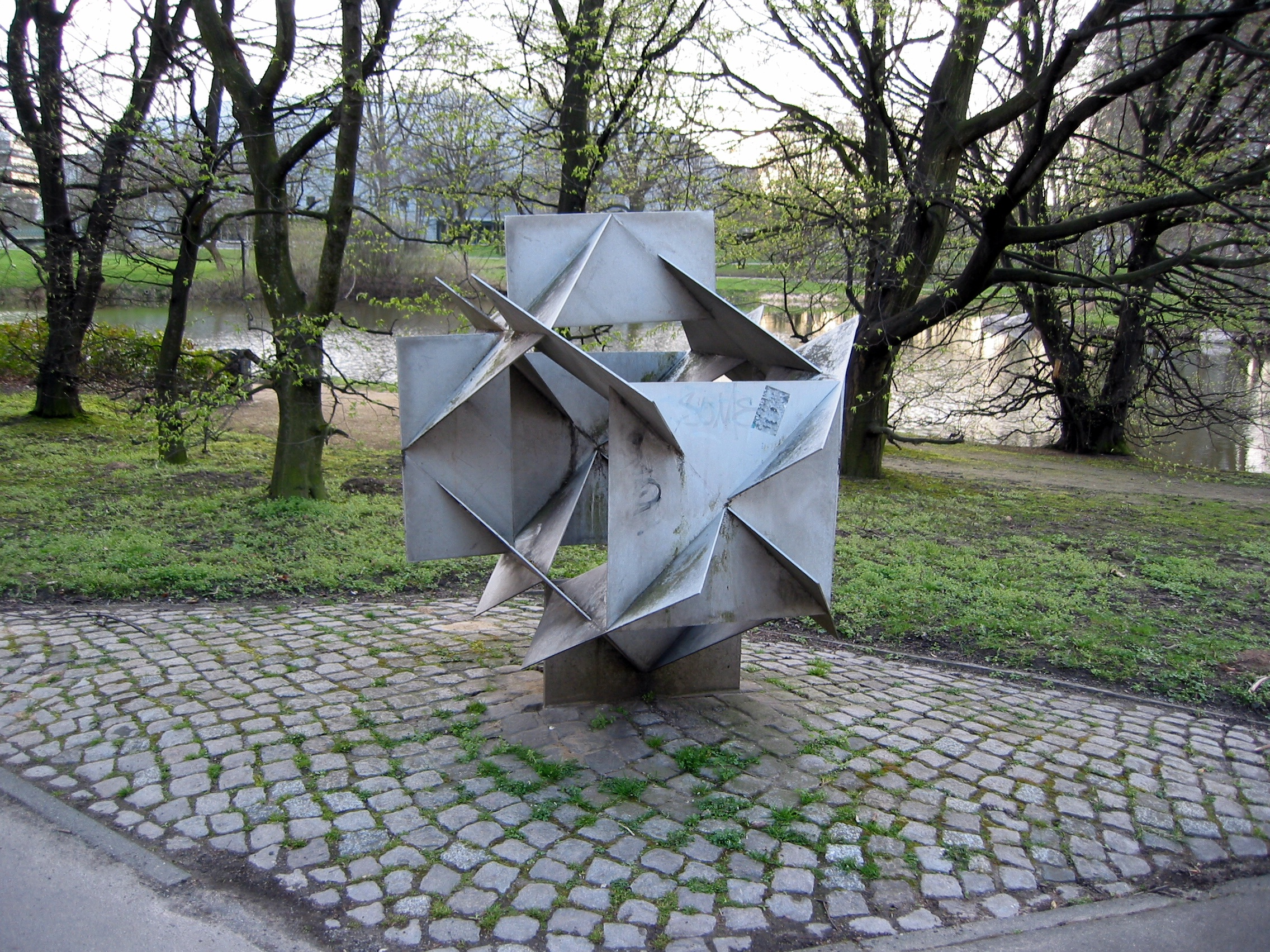
Die Plastik Oktaeder-Kubus